# 山田事件
山田事件（やまだじけん）は、天文21年3月23日（1552年4月16日）に宗像氏の内紛から起きた暗殺事件。

## 概要
戦国時代、宗像氏は筑前国宗像地方を治める領主であり、同地に勢力を持つ宗像神社の大宮司であった。
宗像氏は大内氏に仕えていたが1547年に76代当主・宗像正氏から甥で養子の宗像氏男に家督が継がれた。この氏男は、正氏の一人娘・菊姫を正室としていた。ところが正氏の死後、1551年9月に陶晴賢が起こした大寧寺の変において大内義隆が討たれた際、義隆に仕えていた氏男も討死した。そのため、宗像氏内部で家督を誰に引き継がせるかについて、氏男の弟・千代松を推す派と正氏の庶子・鍋寿丸(元服後は氏貞)を推す派とに分かれた家督争いが起きた。
そのような状況下、天文21年（1552年）3月23日、晴賢の指示を受けた石松典宗（石松又兵衛尚季とも）によって、白山の麓の山田館において正氏の後室山田局、菊姫、小少将・三日月・小夜・花尾の侍女4人が次々と惨殺された。（山田局と花尾は自害との説もある）その後邸宅の後ろの山の岸の下に穴を掘り菊姫親子を一緒に埋め、死んだ女房四人も傍らに埋めたという。
千代松の母弁の前は千代松を連れ鞍手の沼口に身を隠していたが、千代松を生かしておけばいずれ災いとなるに違いないと思った氏貞派が差し向けた討手により、宮若市山口村で母子共に殺害された。討手はその場所に二人の亡骸を埋めて印に松を植えたという。
これは、氏貞の親戚である陶晴賢が宗像地方に影響力を持つために氏貞を周防国から送り込み、自分にとって邪魔である宗像正氏の影響力を消し去るためにこの事件を行ったとされる。この、宗像氏の一連の内紛全体のことを宗像騒動という。

## その後
この事件の後に、宗像家中では事件に関わった者たちが次々と怪死や変死し、数々の怪異が起き、宗像領内では山田事件の怨霊がささやかれたという。
事件の七回忌にあたる永禄7年（永禄2年春色姫13歳の時とも）、氏貞の妹色姫が母と一緒に双六に興じていた際、突然髪を振り乱し「我は正氏の妻なり」と言って目を怒らせ母を責め立て、自分（山田局）と娘（菊姫）を殺したことを怒り恨んで母照葉の喉に食い付き、傍らにいた者達が大勢立ち寄って引き離すも、その外後室に仇 なした家人共に今日恨みを晴らそうと怒り責め立て、氏貞派であった家臣がその日突然死したと言う。色姫の狂気は暫くして癒え、照葉の喉の傷は癒えるも他の病気にかかり死去した。
山田事件の後に、鍋寿丸から名を改め第80代宗像大宮司を相続した氏貞は、家内や領内で起こる数々の怪異や不幸が、幼少期におきた悲惨な事件が原因だと考え田島に社を建て、増福院に祭田を寄付して香花を備え多くの僧を呼んで菊姫ら6人の大法要を営み、領内に56のも寺院を建て6人の鎮魂と慰霊を努めたというが、仇となった者の子孫までその怨霊の祟りは止むことがなかった。氏貞没後氏貞の後室才鶴により、菊姫主従の怨霊を鎮めるためにつくられた6体の地蔵尊は増福院に安置された。才鶴は、千代松丸母子を弔う圓通院と今宮殿にも供養料を寄付している。
菊姫らの暗殺を指示した石松氏、実行した野中勘解由・嶺玄蕃の一族子孫が今も祟られていると言う、宗像では有名な話が今も残る。菊姫の怨霊の噂は現在でも存在する。